# Тоїдзе Мойсей Іванович
Мойсе́й (Мосе) Іва́нович Тої́дзе (груз. მოსე თოიძე; * 21 січня (2 лютого) 1871, Тбілісі — † 17 червня 1953, Тбілісі) — радянський , грузинський живописець, народний художник СРСР (1953), дійсний член Академії мистецтв СРСР (1947), Герой Праці (1932).

## Біографія
Навчався в Петербурзькій академії мистецтв (1896—1899), учень Іллі Рєпіна. З 1899 жив у Тбілісі, де в 1922 організував Народну художню студію. Професор Тбіліської академії мистецтв (1930—1953). Участь в революційній та просвітницькій діяльності (у тому числі співпраця в прогресивних грузинських журналах і газетах 1880-1890-х рр..) визначила демократичну спрямованість творчості Мойсея Тоїдзе.

## Творчість
Серед творів Мойсея Тоїдзе 1890-х — 1910-х рр.. переважають яскраві, гострохарактерні сцени з народного побуту («Мцхетоба», 1899-1901, Музей мистецтв Грузинської РСР, Тбілісі), повні тонкої задушевності портрети (портрет старого єврея; портрет матері, 1904—1905). У 1920-1940-х рр.. Тоїдзе відобразив у своїх творах соціалістичне будівництво, новий побут грузинського народу, події німецько-радянської війни 1941—1945 («Щасливе життя», 1934, «Лист з фронту», 1942, «Пісня перемоги», 1948, всі — там само).

## Нагороди
Нагороджений орденом Леніна, орденом «Знак Пошани» і медалями.

## Родина
Дружина Мойсея Тоїдзе — Олександра Сутіна, у числі перших жінох-професійних художників Росії, їх діти теж добре відомі у світі мистецтва: Іраклій — художник, лауреат чотирьох Сталінських премій, Ніна — архітектор, Олександра — народна артистка Грузинської РСР, Георгій — скульптор і графік, донька Георгія, онука Мойсея — Нателла Тоїдзе — художник, член-кореспондент Російської академії мистецтв, чоловік Нателли — Вадим Абдрашитов — режисер, віце-президент Російської академії кінематографічних мистецтв «Ніка», праонук (онук Іраклія) Георгій Тоїдзе — відомий російський режисер-фрилансер. Онук рідного брата Мойсея Григорій (Гіві) Тоїдзе — народний художник Грузії.